# Минчо Хаджинедев
Минчо Хаджинедев, известен като поп Мина (наричан и Пищовлията заради тюфекчийския, тоест оръжейническия си занаят), е български свещеник, учител, възрожденец, революционер и съратник на Васил Левски.

## Биография
Роден е в село Дъбене през 1836 г.
Започва да изпълнява ролята на междуселски куриер и организатор на Васил Левски. В средата на август 1868 г. Левски основава дружинка със задачата да охранява Дъбене от гнета на турците. През 1869 г. Левски, след като основава в град Карлово таен революционен комитет, идва в Дъбене в дома на Иван Ламбов. Заклеват се във вярност за борба за освобождение на България чрез революция. Там Левски преименува дружинката в комитет, в който участват: даскал Лило Николов Цолев, поп Мина (Минчо хаджи Недев), братята Нено и Геро Ламбови, Станко Замджиев и братята бизнаци Никола и Кольо Тоткови.
През 1985 година Георги Тахов пише: „Един от приближените, който със сигурност е бил свидетел на драматичната смърт на Левски, е неговият съученик и таен революционен куриер Минчо х. Недев от с. Дъбене, Карловско. Предполага се, че той е там именно с намерението да направи нещо за спасението на Апостола.
Крайно интересно е, че трагичният миг с окачването на Васил Левски на бесилото е документиран от Минчо х. Недев. Негов връстник и приятел още от ученическите години, той даскалува в родното си село Дъбене, когато Васил Левски е учител в школото на съседното село Войнягово. Събрал всички противоположности на времето си, той е даскал и поп на селото, зове да не се забравя вярата и българщината, чертае зооморфни календари, за да разгадае кога ще дойде свободата. Негов зооморфен календар е поместен в книгата на Йордан Вълчев от 1986 г. Вместо с попски дрехи върви с потури, вечер майстори пищови в църквата, откъдето идва и името му Минчо Пищовлията.
Поп Мина участва дейно и в организирането на Априлското въстание. Той е изпратен, заедно с председателя на Карловския революционен комитет Васил Платнаров, на събранието в Оборище, но са върнати от Бенковски поради нередовни документи. Така комитетите в Карловско остават неинформирани за приетите решения. Това, както и предварителното хвърляне в зандана на по-будните мъже, проваля обявяването на толкова дълго и старателно подготвяното въстание.
Това обаче не отказва поп Мина. Той продължава да събира оръжия и да ги трупа в църквата „Св. Никола“. Предаден от местен циганин, той е арестуван от турските заптиета. Като заклет враг на империята и султана е подкаран към Пловдив, за да бъде съден. Гордото му държание вбесило заптиетата, които първо му оскубали брадата, опитали се да го яздят, а накрая го насекли и го хвърлили в крайпътна дупка близо до село Каратопрак (дн. Чернозем). След освобождението някой от турците съобщава къде е бил хвърлен трупът и тленните му останки са пренесени в родното му село Дъбене.